# دراسات روسية
الدراسات الروسية هي اختصاص متعدد المجالات، مرورًا بالسياسة، التاريخ، الثقافة، الاقتصاد، واللغات في روسيا وما يجاورها، غالبًا ما تُجمع الدراسات الروسية تحت الدراسات السوفييتية والشيوعية. لا ينبغي الخلط بين اختصاص الدراسات الروسية واختصاص الأدب الروسي أو اللغويات الروسية، والتي غالبًا ما تكون قسمًا مستقلًا في الجامعات.
أصبحت الدراسات الروسية تخصصًا رائجًا في الجامعات. غالبًا ما يتطلب من الطالب معرفة بسيطة مسبقة في اللغة الروسية قبل دراسة هذا الاختصاص. في الجامعة، تخصص الدراسات الروسية يحتوي العديد من الصفوف الثقافية التي تُدرّس السياسة الروسية، والتاريخ، والجغرافيا، واللغويات، واللغة الروسية والأدب والفنون. وغالبًا ما يتم دراسة الروحانيات والفلكلور، ومقدمة في المسيحية، والحكم تحت ظل القيصر، وتوسع الإمبراطورية الروسية، وبعدها الحكم في ظل الشيوعية، وتاريخ الاتحاد السوفيتي وسقوطه، ودراسات حول روسيا في الوقت الحاضر.

## المجالات الوظيفية
توجد هناك الكثير من المجالات الوظيفية لخريجي اختصاص الدراسات الروسية:
- البحث الأكاديمي
- الصحافة
- محلل في المالية أو في المؤسسات البحثية (مجمع التفكير)
- مستشار تجاري
- موظف حكومي (وزارة الخارجية)
- مدير العمليات (المصرفية والمالية)
- مستشار تسويق
- أخصائي اجتماعي (بين المجتمعات الروسية في الدول الأخرى)
- منسق برنامج / مساعد منفذ الحسابات التنفيذي
- مدير مشروع (عمل المنظمات غير الحكومية)
- محامي / مساعد قانوني
- العلاقات العامة
- دبلوماسي[2]